# Rollenspiel (Pädagogik)
In der Sozialpädagogik, in der Schulpädagogik, in der Verkehrspädagogik, in der Verhaltenstherapie, der Pädagogischen Psychologie sowie in der Ausbildung im Militär-, Polizei- oder Managementbereich hat sich das Rollenspiel als wichtige Methode etabliert. Bestimmte Trainings sind ohne Rollenspielübungen undenkbar. Theoretische Grundlage des Rollenspiels ist der soziologische Begriff der sozialen Rolle und meist eine spezielle Rollentheorie.
Wie andere Spielformen wird das Rollenspiel von Kindern vom frühesten Lebensalter an praktiziert. Es bleibt ein ständiger Begleiter durch die gesamte Kindheit. Das Kind spielt mit Eltern, Geschwistern, Gleichaltrigen, aber auch mit Gegenständen. Das Rollenspiel hilft dem Kind, sich die (soziale) Realität anzueignen.
Das eigentliche Spiel verliert bei der Realisierung von Rollenkonzepten beim Erwachsenen allmählich an Bedeutung, nicht aber das Einüben von neuen Rollen, z. B. im Beruf, im Sport, in neuen Gruppen oder sozialen Beziehungen. Das Spielerische bleibt eher in speziellen Kursen erhalten, wenn soziale Zusammenhänge deutlich gemacht oder eingeübt werden sollen (z. B. beim Coaching).

## Spielgedanke
Die Spieldidaktiker Siegbert A. Warwitz und Anita Rudolf definieren den Spielgedanken des Rollenspiels als „Spielend ein anderer sein“. Sie verstehen darunter die Gelegenheit, spielend einen Rollentausch vorzunehmen, sich spielerisch in eine fremde Person oder auch in ein Tier zu versetzen, sich mit ihnen zu identifizieren, in ihre Denk- und Fühlweise einzuleben und aus ihr heraus deren Handlungen zu vollziehen. Warwitz/Rudolf sprechen dabei von einer „Erziehung zur Empathie“ mit dem pädagogischen Ziel, ein besseres Verständnis für den anderen zu entwickeln. Entsprechend dem Sprichwort „Quäle nie ein Tier zum Scherz, denn es fühlt wie du den Schmerz“ hat sich diese Methode auch im Rahmen des Tierschutzes und der Tierquälerei als probates Mittel bewährt. Im Umgang mit Menschen geht es z. B. darum, die Täterrolle einmal mit der Opferrolle zu tauschen und daraus Erfahrungen und Lehren zu ziehen. Im Verkehrsleben gilt es, den einzelnen Verkehrsteilnehmer für die Probleme der anderen zu sensibilisieren.

## Formen
Rollenspiele lassen sich realisieren, indem die Spielenden leibhaftig in die Rolle eines anderen schlüpfen, z. B. in die der Eltern, des Lehrers, eines aggressiven oder ängstlichen Klassenkameraden. Sie können dabei die Rolle nach den realistischen Erfahrungen nachspielen, sogar karikieren, mit wünschenswerten Verhaltensweisen ausfüllen, Alternativen ausprobieren und diskutieren.
Rollenspiele können aber auch über „Stellvertreter“ erfolgen wie etwa beim Puppen- und Handpuppenspiel oder beim Inszenieren von dichterischen Kreationen wie z. B. der Gestaltung von Märchen oder Fabeln und ihrer Figuren.

### Live-Rollenspiele
In der Paartherapie bekommt der Rollentausch die pädagogische Funktion, sich in das Gefühlsleben und die Verhaltensmuster des Partners einzuleben und sie dem andern als möglichst realistisches Spiegelbild vorzuführen.
In der Familientherapie erhalten Eltern wie Kindern die Gelegenheit, die andere Generation entsprechend ihrer täglichen Erfahrung abzubilden und so Unarten, aber auch Tugenden sichtbar und diskutierbar zu machen. Dies kann etwa die Auswirkung von Strafen (Freiheitsentzug, Eingesperrt werden) auf Seiten der Heranwachsenden oder Verantwortung (Aufsichtspflicht, Erziehungsaufgabe, Regressfolgen) auf Seiten der Erwachsenen beinhalten.

### Stellvertreterspiele

#### Das Handpuppenspiel als Rollenspiel
Das Handpuppenspiel bietet vor allem schüchternen Kindern, die sich nicht gern leibhaftig Zuschauern präsentieren, die Möglichkeit, sich hinter einer Puppe, die sie für sich agieren lassen zu verstecken. Die Puppe wird zum Medium, die eigene oder eine andere Rolle darstellen zu können. Da der Akteur unsichtbar hinter der Puppenbühne agiert, wird nur seine Stimme hörbar, die sich auch noch verfremden lässt.
Als ein solches didaktisches Lehrtheater hat sich z. B. der „Karlsruher Verkehrskasper“ einen festen Platz in der Verkehrserziehung von Vorschule und Grundschule erobert: Die Kinder treten als Puppenführer auf, wobei sie selbst erlebte oder erdachte Probleme, Ängste und Verhaltensweisen von Verkehrsteilnehmern in ihre Puppen projizieren, darstellen und mit dem Publikum diskutieren. Sie spielen die Rolle des Erstklässlers auf seinem Schulweg, die Rolle des rücksichtslosen Radfahrers oder Autofahrers, die Rolle des Busfahrers bei der Auseinandersetzung mit aggressiven Jugendlichen oder des Polizisten bei der Durchsetzung von Verkehrsregeln und angemessenen Strafen.

#### Das Fabelspiel als Rollenspiel
Als intelligentes, aber auch anspruchsvolles Rollenspiel über Stellvertreter ist das Fabelspiel zu nennen: Die Fabel ist eine attraktive Darstellungsform für Kinder, Jugendliche und Erwachsene, die dem Leser oder Hörer einen Spiegel seines Verhaltens vorhält, aber auch zur Selbstreflexion anregt. Fabeln lassen sich mit einer fachkundigen Unterstützung, etwa im Deutschunterricht, auch als eigene Kreationen situationskonform gestalten: Der Erfinder und Darsteller schlüpft beim Fabeldichten in die Rolle von Tieren oder Gegenständen, die er menschliche Unarten, aber auch positive Verhaltensweisen im szenischen Spiel austragen lässt. So finden sich in der Literatur neben der bekannten Fabel „Die beiden Ziegen“ von Jean de La Fontaine, die eine Auseinandersetzung um den Vorrang auf einem schmalen Steg darstellt und mit dem Sturz beider in den Fluss endet, auch sinngemäße Abwandlungen durch Schüler. Die Vorlage wird z. B. in den Kampf zweier Raufbolde um den Vorstieg in den Schulbus oder zweier Fahrzeuge um eine Parklücke übersetzt.
Eine ähnliche Nutzung des Rollenspiels ist im psychotherapeutischen Bereich über das Märchenspiel bekannt.

## Grundtypen des Rollenspiels
- Frei assoziierte und spontane Rollenspiele, die die Spielteilnehmer während des Spielens mit Fantasie offen gestalten. Ein solches Spiel kann mit oder ohne Spielzeug gespielt werden und unterliegt offenen Vereinbarungen bzw. Szenarien. Mutter-Vater-Kind ist zum Beispiel ein Rollenspiel, das von vielen Kindern spontan und meist in ständig wechselnden Szenarien gespielt wird. In dieser Konstellation dient das Spiel vor allem dem Erwerb sozialer Verhaltensmuster. Das ist insofern von großer Bedeutung, als sehr komplizierte Verhaltensketten in spielerischer Form und leichtfüßig, d. h. ganz nebenbei und unbemerkt, erworben werden. Damit wird aber nicht nur ein äußerst umfangreiches Repertoire an Sozialverhalten eingeübt, es werden auch Kenntnisse über Sinn, Funktion und Hintergründe sozialer Rollen erlernt. Das sind Grundlagen für aktuelles und zukünftiges Sozialverhalten, ohne die sich Defizite und Mängel entwickeln, die Individuen an den Rand gesellschaftlicher Prozesse drängen und sie stigmatisieren.
- Reglementierte Rollenspiele, in denen die Spieler ersten Spielregeln, Spielplänen, einem Spielleiter oder Drehbüchern folgen und sich bestimmter Spielmittel bedienen. Dazu gehören im weitesten Sinne alle Spieltypen, die wiederholt nach festen Regeln gespielt werden.
- Das Pädagogische Rollenspiel – wie es z. B. Autor Wolfgang Wendlandt (Alice-Salomon-Hochschule Berlin) sieht – verbindet beides: reglementiert ist der Rahmen. Ein Spielleiter organisiert, führt Regie, hilft bei der Rollenverteilung und strukturiert erarbeitete Themen. Neben den Rollenspielern werden protokollierende Beobachter eingesetzt. Der Spielleiter kann unterbrechen, "doppeln" und unterstützen. Das Spiel selbst ist immer im Rahmen der Thematik frei, d. h. alle Protagonisten bringen das zum Ausdruck, was ihnen spontan angesichts der Problematik einfällt. Zum Abschluss erfolgt immer eine strenge Auswertung. Alle Einbezogenen haben eine Feedback-Möglichkeit. Rollenspielleiter dieses Ansatzes benötigen eine Zusatzausbildung. Das Pädagogische Rollenspiel behauptet von sich, einübend bleibende Lerneffekte hervorzurufen.

## Pädagogik und Rollenspiel
In der Pädagogik und Psychotherapie sowie im Unterricht (Pädagogik, Erziehungswissenschaften, Sozialpädagogik) ist das Rollenspiel eine bedeutende Methode der Sozialen Gruppenarbeit. Hierbei werden in der Regel reale Lebenssituationen simuliert. Ein Ziel ist es, dass die Teilnehmer ihre sozialen Handlungskompetenzen erweitern, indem sie kritische bzw. thematisierte Situationen in der simulierten Realität spielen. Des Weiteren können die Spieler sich in ihrer jeweiligen Rolle ausprobieren, versuchen sich der Rolle entsprechend zu verhalten, und lernen, andere in anderen Rollen zu akzeptieren. Ferner soll eine Kompetenz im Umgang mit entsprechenden Ernstsituationen erworben werden (z. B. Umgang mit Konflikten).
Dabei können die vergebenen Rollen dem Charakter der Personen sehr verschieden sein (siehe auch: Kritik), oder sehr ähnlich. Entsprechen die Rollen auch den Charakteren der Gruppenteilnehmer, ist durch den Rollentausch die Möglichkeit gegeben, die Gefühle und Gedanken der anderen zu erfahren.
Zusammenfassend und erweiternd können die Ziele eines Rollenspieles sein:
- Kennenlernen der sozialen Möglichkeiten in bestimmten Situationen
- Kennenlernen der eigenen Grenzen: Zum Beispiel wie lange halte ich Beschimpfungen aus?
- Veränderung von Verhaltensmustern: Zum Beispiel durch Einüben einer Deeskalation-Rhetorik
- Entwicklung von Empathie: Zum Beispiel durch Rollentausch oder als externer Beobachten der eigenen Rolle, gespielt durch jemand Anderen
- Öffnung nach außen und Überwindung von Ängsten: Auf der Grundlage, dass das Rollenspiel einen geschützten Raum bieten kann.
- Erfahrungen, die andere gemacht haben, durch das eigene Spiel nachempfinden: Erfahrungen anderer zu eigenen machen
- Erwerb von Kenntnissen/Wissen im Zusammenhang mit entsprechenden sozialen Situationen
- Veranschaulichung komplexer sozialer Situationen, die schwer/kaum medial reproduziert werden können

Letztendlich ist das Rollenspiel eine pädagogische Möglichkeit, ein Gespür für die Ausdifferenzierung der eigenen Identität zu erlangen. Indem ich mit anderen interagiere, sei es auch nur in den simulierten Situationen des Spiels, verbessere ich meine Wahrnehmung und meine sozialen Kompetenzen. Beides hilft mir, meine Rolle und Position in Gruppen zu definieren und zu differenzieren.

## Rollenspiel und Didaktik
Im EW-Unterricht (Erziehungswissenschaft(en)) bzw. im Pädagogik-Unterricht kann das Rollenspiel als Möglichkeit genutzt werden, die Vorgänge und Hintergründe sozialer Situationen aufzuzeigen, zu analysieren und zu bewerten. Das Spiel von Konfliktsituationen etwa im privaten wie öffentlichen Erziehungsbereich erfreut sich (in der Regel) großer Beliebtheit. Mit einfachen Möglichkeiten wird Schülern/Studierenden auf diese Art eine Anschauung geboten, die sonst nur mit großem Aufwand möglich ist. Die pädagogische Literatur zum Rollenspiel gibt viele Anregungen in dieser Richtung. Das Rollenspiel ist trotzdem – bei allen Bedenken im Hinblick auf die Erkenntnisvarianten – eine vorzügliche Methode der Anschauung, bringt man die nötige Skepsis bei der Bewertung spielerischer Vorgänge mit ein.
Die Grenzen des Rollenspiels in der Didaktik liegen in der inhaltlichen Generalisierung: Schüler/Studenten können z. B. Kinder spielen, die Interpretation solcher Spielanlagen aber ist begrenzt, weil nicht jeder Spieler sich in jede Rolle hineinversetzen und sie spielen kann. Sich in die Situation von Menschen zu versetzen, die von ihren Kenntnissen und Interessen her zu weit entfernt liegen von denen des Spielers, ist problematisch, da man annehmen muss, dass das Spiel mit der Realität nicht ohne Vorbehalte vergleichbar sein kann. Ein Erwachsener z. B. ist nicht grundsätzlich in der Lage, sich in die psychische Situation des Kindes zu versetzen. So ist das Rollenspiel in der Didaktik vor allem die Möglichkeit der Imitation sozialer Situationen im Erzieher- und Erwachsenenbereich (Konflikte unter Erziehern, Einübung von Leitungsaufgaben usw.). Als solche ist sie jedoch sehr wertvoll.

## Sachbezogenes Rollenspiel (Simulation)
In der Pädagogik und Psychotherapie ist das Rollenspiel eine wichtige Methode, z. B. in der sozialen Gruppenarbeit. Hier werden in der Regel reale Lebenssituationen simuliert. Ein Ziel ist, dass die Teilnehmer ihre sozialen Handlungskompetenzen erweitern, indem sie kritische Situationen in der simulierten Realität bereits anspielen. Des Weiteren können die Spieler sich in ihrer jeweiligen Rolle ausprobieren, versuchen sich der Rolle entsprechend zu verhalten und lernen andere in anderen Rollen zu akzeptieren. Dabei können die vergebenen Rollen dem Charakter der Personen verschieden oder ähnlich sein. Entsprechen die Rollen auch den Charakteren der Gruppenteilnehmer, ist durch den Rollentausch die Möglichkeit gegeben, die Gefühle und Gedanken der anderen zu erfahren. Zum anderen werden den (spielenden) Teilnehmern sowie den Zuschauern Einsichten hinsichtlich der Ergebnisse von Gruppenarbeit in realen Situationen ermöglicht. Dabei ist auch in diesem Zusammenhang Vorsicht geboten: Das Spiel ist sowohl hinsichtlich Verlauf als auch Ergebnis nicht zwingend mit der Realität gleichzusetzen.

## Grenzen
Der pädagogische und psychologische Umgang mit den verschiedenen Arten von Spiel erfordert Sachkenntnis und Erfahrung. Rollenspiele werden jedoch nicht selten auch von Fachkräften inszeniert, die keine spezifische Ausbildung hierfür vorweisen können. Daraus resultieren Grenzen der Einsetzbarkeit in Unterricht, Training und Therapie.
Beispiel: Polizeiliche Gewaltpräventionsarbeit
Beim Gewaltpräventionstraining der Polizei treten oft Nicht-Pädagogen auf, die den Teilnehmern Requisiten an die Hand geben und zum Rollenspiel „Angriff auf ein Opfer“ auffordern. Anschließend zeigt der Polizist, wie man die Situation angemessen meistert. Wenn diese Demonstrationen auch nicht gefährlich oder kontraproduktiv sind, geben sie aber den Teilnehmenden keine realistische Möglichkeit, ein (extrem schwieriges) Verhalten darzustellen. Die Demonstration des Polizisten bleibt für die Teilnehmer lediglich ein theoretischer Erkenntnisgewinn. Die anschließende Besprechung reicht aus der Sicht des pädagogischen Rollenspiels für einen wirklichen Lernprozess nicht aus.
Beispiel: Simulation zurückliegender Entwicklungsphasen
Wie Elternbildungskurse immer wieder zeigen, ist es für viele Erwachsene schwierig, sich spielerisch in die Mentalität von Kindern und Jugendlichen zurückzuversetzen. Sie finden die „kindische Spielerei“ häufig lächerlich und sich selbst erhaben darüber. Vorurteile zu einer als überwunden geltenden Phase menschlicher Entwicklung blockieren dabei den Zugang. Dass die Befindlichkeit der neuen Generation meist nicht die eigene Vergangenheit widerspiegelt, erschwert zusätzlich das Verständnis.
Beispiel: Behindertenspiel
Auch wenn es sicherlich nicht abwegig ist, als Gesunder einmal kurzzeitig die Rolle des Rollstuhlfahrers im Verkehr, im Haushalt oder im Sportspiel einzunehmen, so kann auch hier nicht mit einem realitätsnahen Rollentausch gerechnet werden. Einerseits lässt sich nur ein winziger Ausschnitt aus dem Lebensalltag nachspielen. Andererseits hat sich der Behinderte in aller Regel durch seinen täglichen Umgang und die regelmäßige Übung bereits eine ganz andere (bessere) Ausgangssituation geschaffen. Unerfahrene Spielleiter versuchen bisweilen, eine Behinderung durch das Fixieren eines Beins oder Arms oder mit technischen Handicaps zu simulieren und schaffen damit unrealistische Konstellationen.
Rollenspiele als pädagogische, psychologische oder therapeutische Maßnahme setzen eine fachliche Kompetenz voraus. Sie eignen sich nicht als Laienversuche. Sie erfordern eine Übersicht über die methodischen Möglichkeiten, eine einfühlsame Gestaltung und eine fundierte Reflexion und praktische Aufarbeitung der Erkenntnisse.